# Йордан Христов (футболен турнир)
Вижте пояснителната страница за други личности с името Йордан Христов.
Детско-юношески турнир „Йордан Христов“ е ежегоден футболен турнир, който се провежда в Габрово от 2005 г.
С този турнир се почита паметта на Йордан Христов, който е сред най-големите благодетели на спорта в Габрово. Негови организатори са футболен клуб „Янтра 2000“, Община Габрово и Областният съвет на БФС.
Срещите се провеждат на стадион „Христо Ботев“ и стадион „Априлов“ и се ръководят от рефери на местната съдийска колегия, сред които са елитните Георги Йорданов, Йосиф Ронков и Николай Петров.

## Отбори
Отборите, които са участвали в турнира:
- Литекс (Ловеч)
- Черноморец (Бургас)
- Пирин (Благоевград)
- Етър 1924 (Велико Търново)
- Видима Раковски (Севлиево)
- Орловец (Габрово)
- Ботев (Пловдив)
- Ботев 2002 (Пловдив)
- Янтра 2000 (Габрово)
- Дунав (Русе)
- Черно море (Варна)
- Стара Загора (Стара Загора)
- Спартак 1919 (Плевен)
- Левски (Стражица)
- Локомотив (Горна Оряховица)
- Трявна (Трявна)
- Гунди (Плевен)
- Чавдар (Етрополе)
- Розова долина (Казанлък)
- Чумерна (Елена)
- Изида (Добрич)
- Монтана Старс 2008 (Монтана)
- Дунарея (Гюргево, Румъния)

## Победители
- Янтра 2000 (Габрово) – 2 титли
- Видима Раковски (Севлиево) – 2 титли
- Ботев (Пловдив) – 1 титла
- Черноморец (Бургас) – 1 титла
- Спартак 1919 (Плевен) – 1 титла